# Palais Mozzi

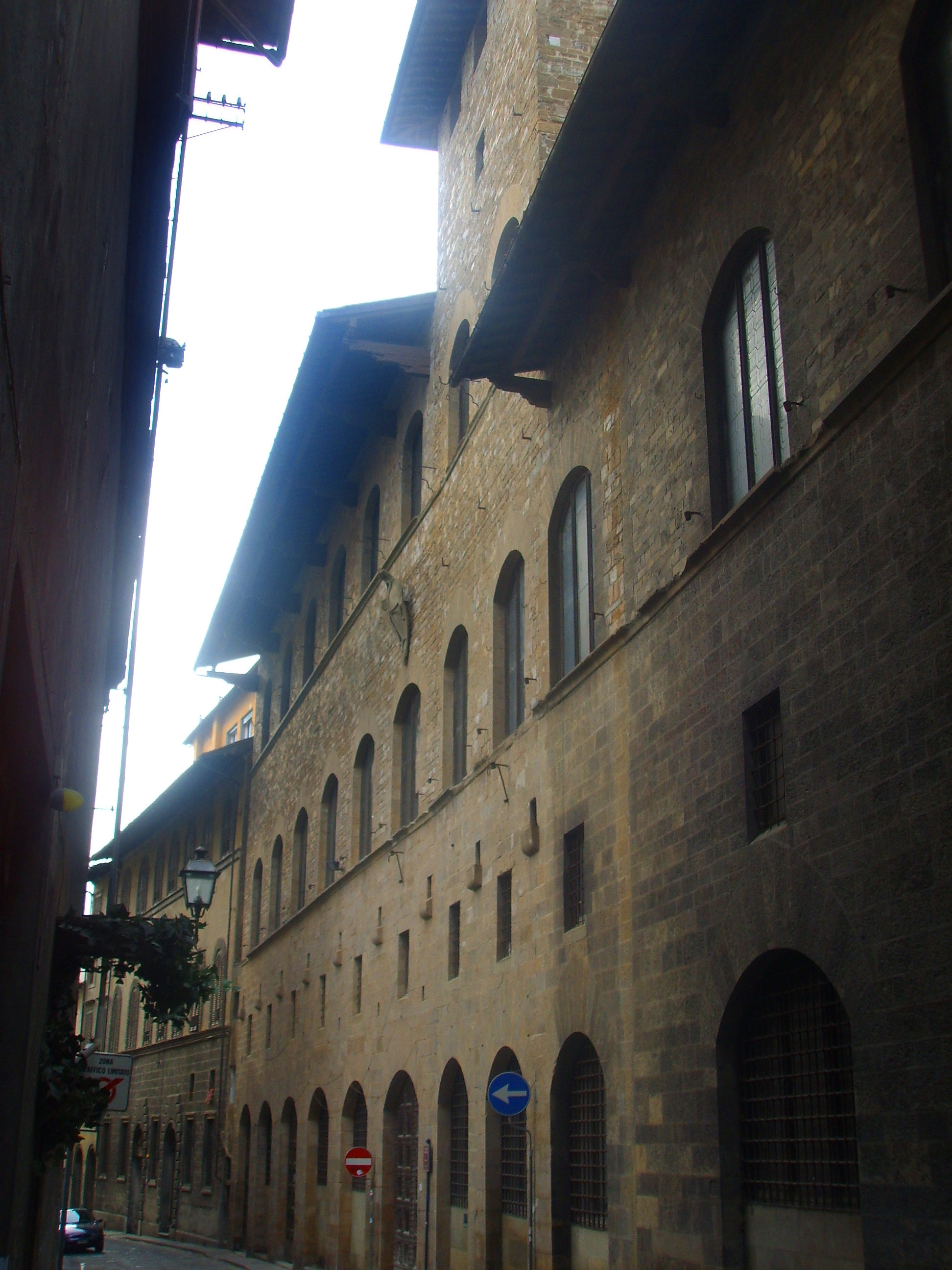
Façade.

Le Palazzo Mozzi ou Palazzo de' Mozzi est un palais gothique et pré-Renaissance, situé à l'extrémité de la Piazza de' Mozzi, au bout du Ponte alle Grazie dans le quartier de Santo Spirito dans l'Oltrarno à Florence. Le palais du XIIIe siècle abritait la galerie de l'antiquaire Stefano Bardini, dont les vestiges furent laissés à la commune, où fut installé le musée Bardini, exposant l'art et les objets florentins de la Première Renaissance. Les jardins aménagés à flanc de colline derrière le palais ont été ajoutés principalement par Bardini.

## Histoire
Le palais a été construit par la famille Mozzi entre 1260 et 1273 comme fortification du Pont alle Grazie. La célèbre famille Mozzi avait été persécutée dans le passé en raison de ses tendances pro-guelfes. Aux XIIIe et XIVe siècles, le palais a accueilli des visiteurs éminents à Florence, tels que le pape Grégoire X, Robert d'Anjou et le duc d'Athènes. Cela est dû à son emplacement protégé, en dehors du centre-ville, près de la Porte San Niccolò.
Le palais a été transformé au XIVe siècle en une maison Renaissance. Au cours des années 1700 et au début des années 1800, le palais a été rénové par l'architecte Gasparo Maria Paoletti, avec notamment l'ajout de fresques (1778) au premier étage.
Avec l'extinction de la famille Mozzi, le palais tomba en ruine et fut acheté en 1880 par la princesse Vanda Carolath von Beuthen, puis en 1913, par Stefano Bardini. Le palais servait de galerie pour les objets qu'il vendait, et d'atelier pour ses restaurateurs. Son testament de 1922 imposait à ses héritiers de transformer le reste de sa collection en une institution culturelle.
Cependant, les querelles d'héritiers retardèrent tout progrès jusqu'en 1996, lorsque le palais fut acquis par la Commune. La façade du palais a été restaurée telle qu'elle devait être au XIIIe siècle. La façade principale présente un blason des Mozzi avec une croix de Toulouse. L'intérieur contient des éléments architecturaux, notamment des portails provenant de diverses structures urbaines démembrées au cours du Risanamento de la ville au XIXe siècle. L'État italien est actuellement propriétaire du palais. Fermé en 1999 pendant près d'une décennie pour restauration, l'édifice a rouvert en avril 2009 pour accueillir le Musée Bardini.
Au XVIe siècle, un terrain fut acheté derrière le palais et utilisé pour cultiver une oliveraie. Le bosquet fut transformé en Giardino Bardini au XIXe siècle lorsque le palais fut acheté par Stefano Bardini.

## Collections
Parmi les œuvres exposées, on trouve :
- Allégorie de la Charité, statue de Tino di Camaino
- Saint Michel Archange, peinture d'Antonio Pollaiuolo
- Le Choix d'Hercule, peinture de Domenico Beccafumi
- Croix peinte, attribué à Bernardo Daddi
- Madonna della Mela, statue en bois sculpté de Donatello
- Collections de coffres décoratifs
- Collections d'armes et d'armures
- Stucs polychromes et sculptures en bois du
- Collection d'instruments de musique anciens
- Collections de cadres, portes, céramiques et plafonds peints

Au deuxième étage du bâtiment est exposée la collection Corsi qui comprend des œuvres du XIIe au XIXe siècle, données par Mme Carobbi, veuve de Corsi, en 1938.